# Èliseo Entertainment
La Èliseo Entertainment S.p.A. è una casa di produzione fondata da Luca Barbareschi nel 2009.

## Società
Nata col nome Casanova Multimedia, dopo l'acquisizione del Teatro Eliseo di Roma, cambia nella denominazione attuale.
Le realizzazioni sono principalmente produzioni di film per la televisione (lunghe serialità, miniserie, sit-com, tv-movie), prodotti per l'intrattenimento leggero, produzioni cinematografiche e teatrali..

## Produzioni cinematografiche
- Summertime, regia di Massimo Mazzucco (1982)
- Obiettivo indiscreto, regia di Massimo Mazzucco (1990)
- L'amico arabo, regia di Carmine Fornari (1991)
- La delegazione / Mantello di Casanova, regia di Alexandr Galin (1993)
- Ardena, regia di Luca Barbareschi (1997)
- Il trasformista, regia di Luca Barbareschi (2002)
- Qualcuno con cui correre, regia di Oded Davidoff (2006)
- Il piccolo, regia di Maurizio Zaccaro (2009)
- Roman Polanski: A Film Memoir, regia di Laurent Bouzereau (2011)
- Something Good, regia di Luca Barbareschi (2013)
- Dolceroma, regia di Fabio Resinaro (2019)
- La mia banda suona il pop, regia di Fausto Brizzi (2020)
- Ero in guerra ma non lo sapevo, regia di Fabio Resinaro (2022)  [2]

## Produzioni televisive

### Film TV
- Edda Ciano e il comunista, regia di Graziano Diana (2011)
- Angeli - Una storia d'amore, regia di Stefano Reali (2014)
- La luce nella masseria, regia di Riccardo Donna e Tiziana Aristarco (2024)

### Serie TV
- Nero Wolfe, regia di Riccardo Donna (2012)
- Musica silenziosa, regia di Ambrogio Lo Giudice (2010)
- Nebbie e delitti 3, regia di Giampaolo Tescari (2009)
- Nebbie e delitti 2, regia di Riccardo Donna (2007)
- Giorni da leone 2, regia di Francesco Barilli (2005)
- Nebbie e delitti, regia di Riccardo Donna (2004)
- Black Out, regia di Riccardo Donna, Fabio Resinaro e Nico Marzano (2023-2025)
- La lunga notte - La caduta del Duce, regia di Giacomo Campiotti – serie TV (2024)

### Miniserie TV
- Tutta la musica del cuore, regia di Ambrogio Lo Giudice (2013)
- Adriano Olivetti - La forza di un sogno, regia di Michele Soavi (2013)
- Il sogno del maratoneta, regia di Leone Pompucci (2012)
- Walter Chiari - Fino all'ultima risata, regia di Enzo Monteleone (2012)
- L'olimpiade nascosta, regia di Alfredo Peyretti (2012)
- Le ragazze dello swing, regia di Maurizio Zaccaro (2010)
- Zodiaco - Il libro perduto, regia di Tonino Zangardi (2010)
- Lo smemorato di Collegno, regia di Maurizio Zaccaro (2009)
- Zodiaco, regia di Eros Puglielli (2008)
- Il bambino della domenica, regia di Maurizio Zaccaro (2008)
- Graffio di tigre, regia di Alfredo Peyretti (2006)
- Una vita in regalo, regia di Tiziana Aristarco (2003)
- Giorni da leone, regia di Francesco Barilli (2001)

### Intrattenimento leggero
- Sbarre, regia di Piergiorgio Camilli (2011)
- Barbareschi Sciock, regia di Cristiano D'Alisera (2010)
- That's Amore, (1992–1993)

## Produzioni teatrali
- Il caso di Alessandro e Maria, regia di Luca Barbareschi (2009)
- Il sogno del principe di Salina: l'ultimo Gattopardo, regia di Andrea Battistini (2006)
- Sabato notte...scanzonato italiano, regia di Roberto Cavosi (2006)
- Scoppio d'amore e guerra, regia di Duccio Camerini (2005)
- Boston Marriage, regia di Franco Però (2002)
- La grande truffa, regia di Luca Barbareschi (2000)
- L'inferno in diretta, regia di Luca Barbareschi (2000)
- Amadeus, regia di Roman Polański (2000)
- Il cielo sopra il letto, regia di Luca Barbareschi (1998)
- Piantando chiodi nel pavimento con la fronte, regia di Luca Barbareschi (1995)
- Oleanna, regia di Luca Barbareschi (1993)
- Tutti gli uomini sono puttane, regia di Luca Barbareschi (1987)
- Vero West, regia di Franco Però (1985)
- American Buffalo, regia di Franco Però (1984)